# Соколов, Пётр Вячеславович
Пётр Вячеславович Соколов — актёр, сценарист, режиссёр, автор фильмов, писатель, публицист. Работал на телевидении. Лауреат многочисленных премий.
Родился в октябре 1958 года в семье советских актёров Кюнны Игнатовой и Вячеслава Соколова. О своём детстве Пётр Соколов написал в журнале 'Коллекция Караван Историй'
В 1980 году Окончил Школу-студию МХАТ (курс П. Массальского).
После окончания учёбы начал актёрскую карьеру в Одесском ТЮЗе и Одесском русском драматическом театре. В качестве актёра принимал участие в фильме Время для размышлений (1982).
Затем работал в Институте Культуры в Москве, откуда в 1986 году уехал на Соловки.
Большая карьера Петру Соколову открылась после победы и получения первой премии на Всесоюзном конкурсе драматических произведений о молодежи за пьесу 'Соучастники'. Пьеса была поставлена в ЦАДТе (1987), питерском Ленкоме (1988). В 1989 Пётр в составе группы молодых деятелей культуры встретился с генсеком Горбачёвым и академиком Лихачёвым и организовал объединение при Советском фонде культуры. Объединение занималось сохранением и восстановлением уникальных исторических памятников. Далее последовала карьера на центральном телевидении России, в частности на ОРТ, ТВЦ. Aвтор нескольких циклов авторских фильмов, таких как 'Слово', 'Острова памяти', 'Сделано в России'.
После смены руководства ЦТ в 1998 году Пётр уехал в Крым и стал сотрудничать с крымскими телеканалами. Цикл новых авторских фильмов 'Крымская симфония' шли в эфире телеканала 'Черноморка', 'Марион'.
В 2005 году фильм 'Крымская симфония. Увертюра' занял первое место на престижном конкурсе 'Открой Украину'.
В 2008 году снова возвращается в Москву.
На XII Всероссийском фестивале «Православие на телевидении, радиовещании и в печати» получил золотую медаль и главный приз за фильм «Время России» и серию фильмов «Традиция». На следующем XIII Всероссийском фестивале «Православие на телевидении, радиовещании и в печати» Петр Соколов получает третье место за радиоочерк «Пережить век», посвященный Олегу Васильевичу Волкову.
Печатался в «Литературной газете» в Москве в 2010-х годах в рубрике «Телевидение». Автор нескольких книг.
В настоящее время занимается режиссёрской и литературной деятельностью. Последний фильм «Добрый победитель» вышел в 2021 году.
Жена Галина. Трое детей — Савватий, Арсений и Елизавета.